# Вильсон, Иван Иванович
 Иван Иванович Вильсон  (1836—1914) — статистик, сенатор, действительный тайный советник.

## Биография

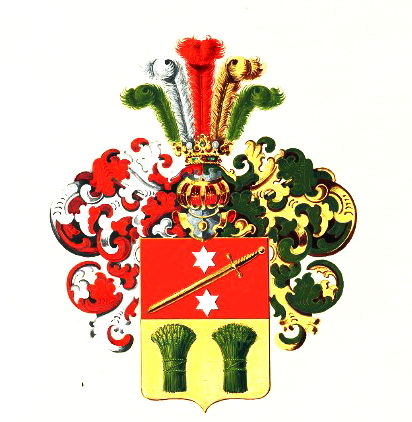
Герб Ивана Вильсона
(внесен в Часть 19 Общего гербовника дворянских родов Всероссийской империи. — С. 116)

Родился 16 (28) октября 1836 года в семье выходцев из Англии; в 1844 году родился ещё один сын Владимир. Их отец Иван Христофорович Вильсон (?—1873) был потомственным почётным гражданином, а дед Христофор Вильсон (1782—1835), приехав из Англии, открыл в России завод сельскохозяйственных машин.
По окончании курса в Санкт-Петербургском университете, в 1858 году поступил на службу в Центральный статистический комитет Министерства внутренних дел. В 1861 году, вместе с А. Бушеном, был командирован за границу для изучения производившихся в то время в Англии и Франции народных переписей. Отчёты Вильсона послужили основанием для разработки вопроса о переписях в России, и для производства первых опытов однодневных переписей в Санкт-Петербурге и других городах.
В 1863 году назначен младшим редактором статистического отдела в центральный статистический комитет; в 1865 году переведён в департамент сельского хозяйства начальником статистического отделения; в 1867 году назначен заведующим статистическими работами в министерстве государственных имуществ. В 1873 году принимал деятельное участие в трудах комиссии для исследования положения сельского хозяйства и сельской производительности в России. В 1876 году был командирован в качестве официального делегата от русского правительства на 9-й международный статистический конгресс в Будапеште.
В 1878 году назначен помощником статс-секретаря Государственного совета; с 1882 года исполнял должность статс–секретаря Департамента государственной экономии Госсовета, а в 1884 году был утверждён статс-секретарём. С 1 января 1892 года назначен к присутствованию в Департамент герольдии Правительствующего сената, затем перемещён в Межевой департамент. В 1893 году перемещён в 1-й департамент. С 1895 года состоял членом главной переписной комиссии по производству 1-й всеобщей переписи населения.
Награждён многими орденами, в том числе орденом Александра Невского и шведским командорским крестом ордена Вазы 2-й степени. За сочинение «Объяснение к хозяйственно-статистическому атласу Европейской России» в 1871 году он был награждён Константиновской медалью.

## Семья
Был женат на Марии Алексеевне Гнедич (1844—1868). Их сын:
- Иван (1868—?)[3]

## Труды
И. И. Вильсон — автор многочисленных трудов по статистике:
- Выкупные за земли платежи крестьян-собственников бывших помещичьих; Выкупные за земли платежи бывших удельных крестьян : 1862—1876 : 1871—1876: Стат. исслед. И. Вильсона, д. чл. Имп. Рус. геогр. о-ва, председательствующ. в Отд. статистики. — СПб.: тип. В. Киршбаума, 1878. — [2], IV, 117 с., 1 л. карт.
- Статистическое обозрение русского государственного бюджета за десятилетие. 1875—1884. — [Санкт-Петербург, 1886]
- Заметки по бюджету; Влияние неурожаев на бюджет; Росписи на 1891 и 1892 гг. и кассовый отчет за 1891 г.; Сличение отчетов по исполнению росписей с кассовыми : Исполнение бюджетов 1888—1890 гг. — СПб.: Гос. канцелярия, 1892. — [4], 63 с.
- О переписи населения С.-Петербурга 28 января 1897 г.: [Чит. в общ. собр. И.Р.Г.О. 7 мая 1897 г.] — [Санкт-Петербург]: тип. А.С. Суворина, [1897]